# K240
A K240 egy valós idejű stratégiai játék, melyet a Gremlin Graphics Software fejlesztett és adott ki 1994-ben Amigára. A videójáték az 1991-ben megjelent Utopia: The Creation of a Nation folytatása, utóda pedig a PC platformra és DOS, illetve Windows 95 operációs rendszerre írt Fragile Allegiance, melyet 1996-ban adtak ki.

## Játékmenet
A játék 2380-ban játszódik a világűr K240-esnek hívott szektorában. A játék célja űrkolóniák létesítése és ércbányászat aszteroidák egy csoportján, miközben meg kell küzdeni egy sor különféle ellenséges idegen fajjal, akiknek ugyanez a céljuk a térségben.
A játékosnak először is van egy aszteroidája, melyen egyetlen zöld színű épület van kezdetben, amelynek C.P.U. a neve, és amely elsősorban arra szolgál, hogy a Tetracorp nevű társaság megbízásából bányászni érkező 50 telepes alapvető létfeltételeit biztosítsa. A tennivalók röviden: építkezés, bányászat, az ellenség felfedezése, majd megsemmisítése. Érdekesség, hogy a sorrend nem feltétlenül ugyanez, mert több dologra kell egyszerre figyelni.
Mindehhez pénz kell, mely egyedi módon nem egyszerűen csak van, hanem szét kell osztani attól függően, mire szeretnénk elkölteni azt: építkezésre, űrhajókra, hírszerzésre, vagy rakétákra. Tehát először is fel kell fejlődni gazdaságilag. Pénz állhat a házhoz lakatlan aszteroidák felfedezéséből, a kibányászott ásványok eladásából, a telepesek által fizetett adóból (ez eleinte jelentéktelen, de pár száz telepesnél már sok), és persze az ellenséges aszteroidák felfedezéséből, illetve az azokon a lábukat megvetett idegen lények meggyilkolásából.
Többféle épület van, így például: lakóépület, rendőrség, kórház, radioaktivitás szűrő, több típusú energiafejlesztő, több típusú bánya, és raktár, ahol a kibányászott érceket lehet tárolni. Van olyan érzékelő, amellyel fel lehet fedezni a közelben lévő aszteroidákat. Van élelem-, illetve levegőtermelő egység is, valamint űrhajóépítő, flottavezérlő, kém műhold építő, rakétatároló- és kilövő, többféle föld-levegő ágyú, sőt még olyan egység is, amellyel az aszteroida mozgása irányítható. Kisebb űrhajókat az aszteroidán felhúzott gyárral lehet építeni, ilyen pl. a Scoutship (járőrhajó), amely a szintén az aszteroidán lévő hangárból indul. A járőrhajó segítségével távolabbi aszteroidákat is meg lehet találni, valamint azt is meg tudja mondani, milyen kibányászható ásványok vannak egy aszteroida gyomrában. Nagyobb űrhajókat (pl. a Terminator nevűt) egy külön megépíthető, az aszteroida felett lebegő, zöld űrállomáson lehet építeni. Ez utóbbi fegyverzettel, vagy pajzsokkal is felszerelhető.
Az időt a játék napokban méri, a jobb alsó sarokban váltakozó felirat mutatja a napok múlását. Bizonyos időközönként a Birodalom küld harci hajókat, illetve jön egy birodalmi transporter, és időzik a fő aszteroidán. Az aszteroidánkon raktározott, és felhasználni nem tervezett ásványok közül a drágábbakért tekintélyes pénzt is fizet a Birodalom. A Sci-tek nevű cégtől az új technológiákat tudjuk megvenni nem kis pénzért, melyet a birodalmi transporter hoz el számunkra.
A játék célja az ellenség megsemmisítése. Diplomácia nincs, harcolni kell, különben megsemmisítenek az idegenek. A rakétákkal kényelmesen elérhetők a felfedezett ellenséges bázisok. A Nuclear missile radioaktivvá teszi az eltalált aszteroidát, így a telepesek pusztulását idézi elő, a Virus missile pedig találat után egy vírust szabadít el, mely négyzetről-négyzetre felemészti az aszteroidán lévő szabad helyeket. A Mega Missile egyszerűen felrobbantja az eltalált aszteroidát, és mindent elpusztít annak környékén. Űrhajókkal is meg lehet támadni az ellenség aszteroidáját, így is el lehet azt pusztítani, majd ha arra érdemes, kolonizálni.

## Fogadtatás
| Összegzőoldal | Értékelés |
| ------------- | --------- |
| Moby Score    | 7.7       |

| Szerző          | Értékelés |
| --------------- | --------- |
| 576 KByte       | 82%       |
| Amiga Computing | 77%       |
| Amiga Format    | 84%       |
| Amiga Power     | 83%       |
| CU Amiga        | 91%       |
| Amiga Joker     | 77%       |

„Az idő előrehaladtával egyre több dologra kell figyelnünk, s ez egy kicsit lelassítja a játékmenetet. A program ennek ellenére egyszerűen fenomenális, halálos vétek elszalasztani. Nem túlzunk, ha azt állítjuk: az utóbbi idők egyik legátgondoltabb Amigás programját dobta piacra a Gremlin.”

– Commodore Világ (1995)

„Nagyon élvezetes a program, szép képekkel, digitalizált beszéddel. Biztonsági másolat készítését mindenkinek ajánlom, mert a program gyakorta hibás trackre fut és kiakad!”

– 576 KByte (1994)

„A K240 egy magával ragadó és függőséget okozó élmény, ami megfog és nem ereszt.”

– Amiga Future (2024)

## Fordítás
Ez a szócikk részben vagy egészben  a   K240 című angol Wikipédia-szócikk fordításán alapul.  Az eredeti cikk szerkesztőit annak laptörténete sorolja fel. Ez a jelzés csupán a megfogalmazás eredetét és a szerzői jogokat jelzi, nem szolgál a cikkben szereplő információk forrásmegjelöléseként.